# Джейхан (река)
Джейха́н (тур. Ceyhan; греч. Πύραμος, лат. Pyramus) — река в Турции.
Джейхан берёт начало юго-восточнее города Эльбистан. Впадает в Средиземное море неподалёку от города Караташ, обладает хорошо развитой дельтой. Дельта этой реки является одним из наиболее важных мест размножения птиц на юге Турции. В низовьях реки построены несколько плотин для орошения и выработки электроэнергии.

## Гидрология
Длина реки составляет 509 км. Имеет ряд крупных притоков. Количество воды в реке Джейхан сильно меняется в зависимости от сезона. Река с зимним паводком, с максимум в ноябре—декабре. Самый низкий уровень воды в реке летом, в период с августа по сентябрь.

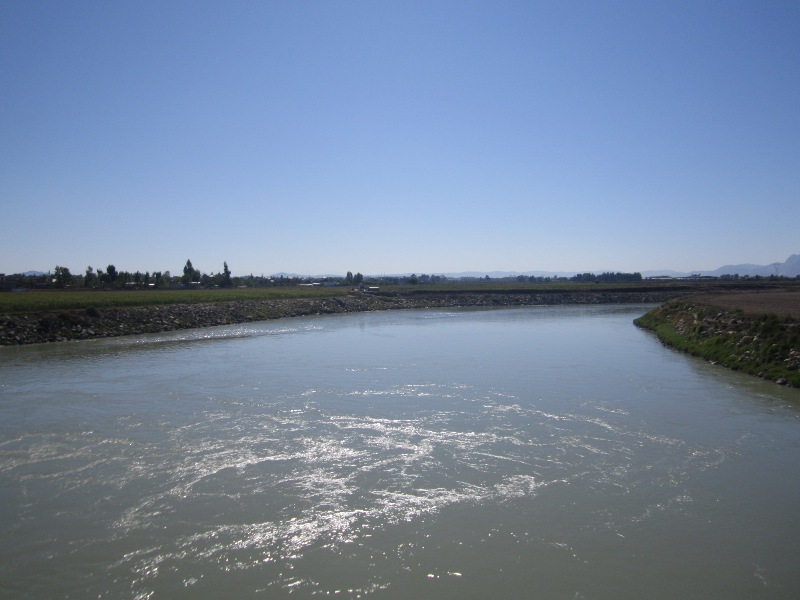
Вид на реку Джейхан